# نهائي كأس إيطاليا 1987
نهائي كأس إيطاليا 1987 هي المباراة النهائية من منافسة كأس إيطاليا 1986–87، أقيمت المباراة في 1987، بين فريقي نادي نابولي، وأتالانتا، وفاز فيها نادي نابولي.